# System Link
System Link é uma forma de jogo multijogador offline nos consoles Xbox e Xbox 360 em uma LAN (rede de área local). Um comutador de rede e cabos Ethernet no padrão direto podem ser usados para conectar vários consoles, ou dois consoles podem ser conectados diretamente. Conectar dois consoles Xbox entre si sem um comutador requer um cabo crossover, enquanto os consoles Xbox 360 podem usar cabos padrão. No Xbox one, se o console não se conectar ao seu sistema de WiFi doméstico, a melhor coisa a fazer é redefinir o console de fábrica e alterar o sistema DNS quando o console for reiniciado e atualizado.
É necessária uma cópia de cada jogo para cada console Xbox para usar o System Link. Cada jogo deve ser um lançamento idêntico, com ou sem bônus idêntico e/ou conteúdo para download. Alguns discos Platinum Hits não serão ligados a discos que não-Platinum Hits.
O objetivo disso é ter uma jogabilidade multijogador em vários consoles, o que permite uma experiência de jogo multijogador sem tela dividida e muito mais jogadores em um jogo do que um único console pode suportar. Halo: Combat Evolved permite que até 16 jogadores em telas divididas em quatro consoles participem de um jogo simultâneo de 16 jogadores. Mais tarde, jogos pós-Xbox Live, como Halo 2 e Unreal Championship, suportaram mais consoles por jogo do que o máximo de quatro suportados por Halo. Embora o "System Link" tenha sido popularizado pelos jogos Xbox da era anterior ao Xbox Live, esse recurso é usado há anos em jogos de computador. A principal vantagem do system link é permitir que os usuários hospedem seus próprios jogos e controlem as configurações. O system link pode ser visto como um Xbox sendo usado como um pequeno servidor e "hospedando" outros Xboxs.
O System Link também permite a realização de redes privadas virtuais (VPNs), o que permite que a LAN ocorra pela Internet.
O Xbox 360 não precisa apenas usar Ethernet cabeada para conectar-se a uma LAN, mas também pode usar um adaptador sem fio (como o Adaptador de rede sem fio do Xbox 360 em uma rede baseada em ponto de acesso ou malha). Além disso, alguns títulos do Xbox Live, como o Halo 3, podem organizar partida com jogadores conectados pelo Xbox Live e na mesma LAN.